# Brlenić
Brlenić is een plaats in de gemeente Krašić in de Kroatische provincie Zagreb. De plaats telt 213 inwoners (2001).